# Борисов, Георгий Алексеевич
Георгий Алексеевич Борисов (28 марта [10 апреля] 1911, Челябинский уезд, Оренбургская губерния — 19 января 1996, Челябинск) — старший сержант Рабоче-крестьянской Красной Армии, участник Великой Отечественной войны, Герой Советского Союза (1945). После войны работал на Челябинском тракторном заводе и в строительном тресте № 42.

## Биография
Георгий Борисов родился 28 марта (10 апреля) 1911 года в крестьянской семье в деревне Орловка Косулинской волости Челябинского уезда Оренбургской губернии. Решением Курганского облисполкома № 79 от 24 февраля 1964 года д. Орловка Косулинского сельсовета Куртамышского сельского района Курганской области исключена как сселившаяся, ныне её территория находится в Куртамышском муниципальном округе Курганской области.
Окончил Кузьминовскую начальную школу, работал в отцовском хозяйстве. Во время коллективизации уехал в город Нижний Тагил Свердловской области, где работал плотником на Уральском вагоностроительном заводе. Служил в армии в 1931-33 гг. Переехал в Челябинск, работал на стройке завода имени Орджоникидзе, работал в столярном цехе.
На фронт ушёл добровольцем, хотя была бронь. 2 ноября 1942 года был призван на службу в Рабоче-крестьянскую Красную Армию Ленинским РВК г. Челябинска. Окончил полковую школу сержантского состава и Воронежский центр подготовки войсковых разведчиков. В мае 1943 года был направлен на фронт. Первоначально командовал отделением. Участвовал в боях на Центральном, 1-м Белорусском, 1-м Украинском фронтах.
В июле 1943 года красноармеец взвода пешей разведки 479-го стрелкового полка 149-й стрелковой дивизии Г. Борисов награждён медалью «За отвагу», был ранен 11 июля 1943 года.
К февралю 1945 года старший сержант Г. Борисов был помощником командира взвода 130-й отдельной разведывательной роты 149-й стрелковой дивизии 3-й гвардейской армии 1-го Украинского фронта. Отличился во время освобождения Польши.
10 февраля 1945 года, возглавив группу из 3 бойцов, проделал проход в минном поле врага, проник в его тыл к востоку от городе Глогау (ныне — Глогув, Польша), разведал оборону и взял в плен унтер-офицера. В тот же день он провёл в тыл подразделений противника батальон, который нанёс удар по ним, что способствовало выполнению боевой задачи полком. Конец войны встретил в Берлине. За годы войны привёл 23 «языка».
Указом Президиума Верховного Совета СССР от 27 июня 1945 года за «образцовое выполнение заданий командования и проявленные мужество и героизм в боях с немецко-фашистскими захватчиками» старший сержант Георгий Борисов был удостоен высокого звания Героя Советского Союза с вручением ордена Ленина и медали «Золотая Звезда» за номером 8144.
В декабре 1945 года был демобилизован. Вернулся в Челябинск, работал на Челябинском тракторном заводе, а затем в строительном тресте № 42. С 1949 года член ВКП(б), c 1952 года — КПСС. В 1968 году вышел на пенсию.
Георгий Алексеевич Борисов умер 19 января 1996 года, похоронен на Митрофановском кладбище города Челябинска Челябинской области.

## Награды
- Звание Героя Советского Союза,  27 июня 1945 года[5][6][7]
  - Орден Ленина
  - Медаль «Золотая Звезда» № 8144
- Орден Отечественной войны I степени, 6 апреля 1985 года[8]
- Орден Славы II степени, 20 октября 1944 года[9]
- Орден Славы III степени, 12 апреля 1944 года[10]
- Медали, в т.ч.
  - Медаль «За отвагу», 10 июля 1943 года[11]
  - Медаль «В ознаменование 100-летия со дня рождения Владимира Ильича Ленина», 1970 год
- Почетный гражданин г. Дмитровска (Орловская область)[12]

## Память
- Мемориальная доска на доме, где с 16.02.1966 по 28.09.1976 проживал Герой, город Челябинск, улица Машиностроителей, дом 34[13].
- 7 мая 2015 года на Куртамышском аэродроме был открыт Мемориал Героям Советского Союза — уроженцам Куртамышского района (Т.А. Бояринцев, И.Н. Лоскутников, И.Н. Васильев, Г.А. Борисов, Г.Н. Зубов, А.Г. Матвиенко)[14].